# Friedrich Blumentritt
Friedrich Blumentritt (3. června 1879 Litoměřice – 17. června 1951 Ingolstadt) byl česko-německý středoškolský profesor, výtvarník a vlastivědný pracovník.

## Život
Friedrich Blumentritt se narodil 3. 6. 1879 v Litoměřicích. Jeho otec byl pedagog a etnograf Ferdinand Blumentritt. Matka Rosa Blumentrittová pocházela ze Sýrovic v okrese Louny. Po studiu zeměpisu a přírodních věd v Praze začal učit, krátce působil na reálce v Lokti, poté absolvoval jednoroční dobrovolnou vojenskou službu. V roce 1904 pak začal učit v německém gymnáziu v Českých Budějovicích. Dne 29. 6. 1907 sem oženil s dcerou ředitele českobudějovického německého učitelského ústavu Idou Knotheovou. Během první světové války bojoval na frontě v Srbsku a v Itálii. Na italské frontě padl do zajetí, z kterého byl propuštěn až v červenci 1919. Po válce opět učil v Českých Budějovicích. Byl nadšeným hvězdářem a dopisoval si s německými hvězdárnami. Po roce 1936 pracoval ve firmě L. & C. Hardtmuth jako vedoucí úředník. Po druhé světové válce byl i s rodinou odsunut do Německa, kde 17. 6. 1951 v Ingolstadtu zemřel.
Měl dceru Beátu a syna Ernsta.

## Dílo
Během svého působení na německém gymnáziu v Českých Budějovicích Blumentritt pořídil velké množství kreseb starých částí města České Budějovice. Dokumentoval také malířskou výzdobu lidového nábytku v příhraničních oblastech jižních Čech a Šumavy. Jeho umělecká pozůstalost je uložena v Jihočeském muzeu.